# Candida insectalens
Candida insectalens är en svampart som först beskrevs av D.B. Scott, van der Walt & Klift, och fick sitt nu gällande namn av S.A. Mey. & Yarrow 1978. Candida insectalens ingår i släktet Candida, ordningen Saccharomycetales, klassen Saccharomycetes, divisionen sporsäcksvampar och riket svampar.   Inga underarter finns listade i Catalogue of Life.